# 赤田首里殿内
赤田首里殿内（あかたすんどぅんち）は、現在の沖縄県那覇市首里赤田町において、琉球王朝時代から石川家を中心に行われてきた祭礼「弥勒御迎（みるくうんけー）」で唄われていた童歌。昭和初期に途絶えていたが、1994年（平成6年）に復興された。現在では沖縄民謡曲として三線と一緒に歌われたり、沖縄都市モノレール（ゆいレール）の首里駅の案内音声にオルゴール音に編曲されたものが用いられたりと、今なお沖縄県で親しまれている。八重山で歌い継がれている弥勒節の一つ。
NHK教育テレビの子供向け番組『にほんごであそぼ』でも全国に伝わる童歌の一つとして放送されている。ちなみに、この歌のビデオのロケは歌の舞台となった首里ではなく石垣島で撮影された。

## 概要
沖縄地方に点在する「弥勒」信仰自体は、各地で独特の習わしに従い、行われているものであった。そしてそれは、本来的な弥勒信仰とは異なり、沖縄古来の土着の信仰である「ニライカナイ」や豊穣祭などといった様々な祭礼と弥勒信仰が混ざり合ったものであり、現在でも沖縄地方における弥勒信仰の体系だった研究は沖縄学の重要な分野の一つである。例えば以下に示す「だいこくの弥勒」を取り挙げると、首里地区における弥勒信仰がどこから伝わったもので、正確にどこを指すものなのかについては、幾多の説があり明らかとはいえない。更に、「弥勒の『世果報』」を期待することを歌い上げてはいるが、赤田町や他の沖縄地方の「弥勒迎け」においては「布袋」の仮面が使用されている。
この「赤田首里殿内」の唄は、その各地で行われていた弥勒節の一つであり、首里城下町である赤田地区において、その祭礼において唄われていたものの一つである。旧暦の7月16日に行われていたが、現在は旧暦の7月16日に近い日曜に行われている。

## 唄
- 歌い手の訛りによっても、歌詞の聴こえ方を正確に記述することができず、また現在日本語の書き方で琉球語の書き下しを完全にできない以上、歌詞の一例を示すものに留まる。一行目＝読み方、二行目＝工工四などで残されている歌詞、三行目＝現代日本語訳を表す。
- 口承で広まっている歌なので、地域や世代により歌詞が若干異なっている。（現在赤田町で歌われているものは別の歌詞）

一．

赤田首里殿内 黄金灯籠提ぎてぃ

〈首里赤田村の首里殿内に 黄金に輝く灯籠を提げて〉

うりが灯がりば 弥勒御迎

〈それが明るく灯ったらば 弥勒菩薩をお迎えしよう〉

（囃子）しーやーぷー しーやーぷー みーみんめー みーみんめー

 ひーじんとー ひーじんとー いーゆぬみー いーゆぬみー

二．

東明がりば 墨習が行ちゅん

〈日が昇ったら 学校に参ります〉

頭結てぃ給り 我親加那志

〈髪を結って下さいませ 私の親御様〉

 （囃子）

三．

だいくくぬ弥勒 我が島に往もち

 〈だいこくの弥勒 私の島にもおいで下さい〉

御拡きぼせみそーり 弥勒世果報

〈そして広めて下さい 弥勒の太平の世「ゆがふ」を〉

 （囃子）

四．

道々ぬ巷 唄歌てぃ遊ぶ

〈道々のそこかしこ みんなが唄を口ずさむ―平和な世の中〉

弥勒世ぬ世果報 近くなたさ

〈弥勒の「ゆがふ」が近くなったようだよ〉

 （囃子）